# Calle Isabel II
La Calle Isabel II (Rúa Isabel II en gallego) es una calle de la ciudad española de Pontevedra situada en pleno centro histórico de la ciudad, entre el Campillo de Santa María y la calle Real.

## Origen del nombre
La calle está dedicada a la reina Isabel II, la soberana reinante en España cuando se le dio el nombre a la calle en su honor en 1854.

## Historia
La calle Isabel II es una de las calles más antiguas de Pontevedra. En la Edad Media era el eje principal del casco antiguo pontevedrés junto a la calle Sarmiento en torno al cual se estructuraron otras calles secundarias formando un ejemplo clásico de villa medieval con plano en espina de pez.
La calle se dividía en dos tramos en cuesta separados por la plaza de las Cinco Calles. El tramo alto, desde la basílica de Santa María la Mayor recibía en 1561 el nombre de Costiña de Santa María (cuestecilla de Santa María) y el tramo inferior era denominado Calle de los Mendiños. La Costiña de Santa María se llamaba en 1423 Rúa da Correaría, según recogía el Libro do Concello Vello, y aludía al tratamiento de curtidos para la fabricación de cuero. La denominación de Calle de los Mendiños que aparece hasta el siglo XIX estaba por lo menos vigente ya en 1409 y alude a su lugar intermedio en el entramado urbano medieval.
En 1843 se intentó dar el nombre de Carlos III a la Costiña de Santa María y de  Alfonso X el Sabio a la calle de los Mendiños, aunque sin mucha trascendencia.  En 1854 se unificaron los dos tramos para otorgarle un mismo nombre, adoptando en ese año su actual denominación de Isabel II en homenaje a la soberana reinante.
En 1853, en la imprenta Vilas de la calle, se publicó el libro "A Gaita Gallega" de Juan Manuel Pintos, considerado como el primer libro de la literatura gallega contemporánea. En esta misma cuesta de Isabel II, en el número 4, se encuentra una placa conmemorativa que evoca la portada de esta obra más reconocida de Pintos.
En 1869 la calle cambió de nombre para llamarse Soberanía Nacional, pero retomó su denominación de Isabel II tras el paso del Sexenio Revolucionario. En 1931 durante la Segunda República Española se designó como García Hernández, si bien recuperó su nombre actual en 1936.
En 2014 se rehabilitó el icónico pazo del número 27 de la calle y en 2023 se rehabilitó la casa del número 6 para usos hosteleros. En 2021 abrió en la calle el espacio gastronómico Via Nai.

## Descripción
La calle Isabel II es una calle recta, empinada y empedrada de 215 metros de longitud en pleno centro histórico con un trazado que transcurre desde el oeste al este y que constituye la columna vertebral de la espina de pez a partir de la cual se organiza el diseño urbanístico medieval del centro histórico.
Tiene una anchura media de 4,50 metros y se encuentra delimitada en el oeste en su parte alta por el Campillo de Santa María y el ábside de la basílica de Santa María la Mayor y por el este en su parte inferior por la calle Real. Por la derecha confluyen con ella las calles Tristán de Montenegro, Pratería Vella, San Martiño, Sor Lucía y Barón. Por su izquierda convergen las calles Pratería Vella, Amargura, Alta, Paio Gómez Charino y Princesa. En el centro de la calle Isabel II, se halla la plaza de las Cinco Calles, con la calle flanqueándola por su lado izquierdo.
La calle se distingue principalmente por su marcada pendiente. La inclinación de la calle se origina al descender desde una de las dos colinas del casco histórico, próxima a la Basílica de Santa María la Mayor, en dirección al río Lérez.
En la parte baja de la calle se rehabilitó en 2023 la casa del número 6 para usos hoteleros y de restauración.

## Edificios destacados
Destaca en el número 27 de la calle un pazo urbano de estilo barroco  que fue reconstruido sobre otro de 1450. Tiene cuatro escudos en su fachada, tres de ellos casi idénticos, con las armas de los Pimentel y los Figueroa, con dos conchas de vieira y dos hojas de higuera en forma de cruz. Una de ellas presenta a ambos lados la siguiente inscripción en caracteres góticos: " ESTA OBRA MAN / DOU FAZER / ESTEVAN MARTINEZ / RREGYDOR / ERA DE CCCLXXX ". En el centro de la fachada hay otro escudo mayor con flor de lis, rodeado de rocallas y coronado en la parte superior por un gran yelmo de hidalgo con penacho, cuyo blasón pertenece a Melchor Francisco de Camba Flores.
En el número 24 se encuentra un pazo barroco de cuatro plantas que hace esquina con la calle San Martiño. Este palacete perteneció a un prelado y es actualmente propiedad de la parroquia de Santa María. El segundo piso y la buhardilla se añadieron posteriormente al siglo XVIII. Posee una gran balconada y galería en la calle Isabel II.
Las casas de los números 21, 23 y 34 de la calle datan del siglo XVIII. La práctica totalidad de las otras casas y edificaciones datan del siglo XIX.

## Galería de imágenes

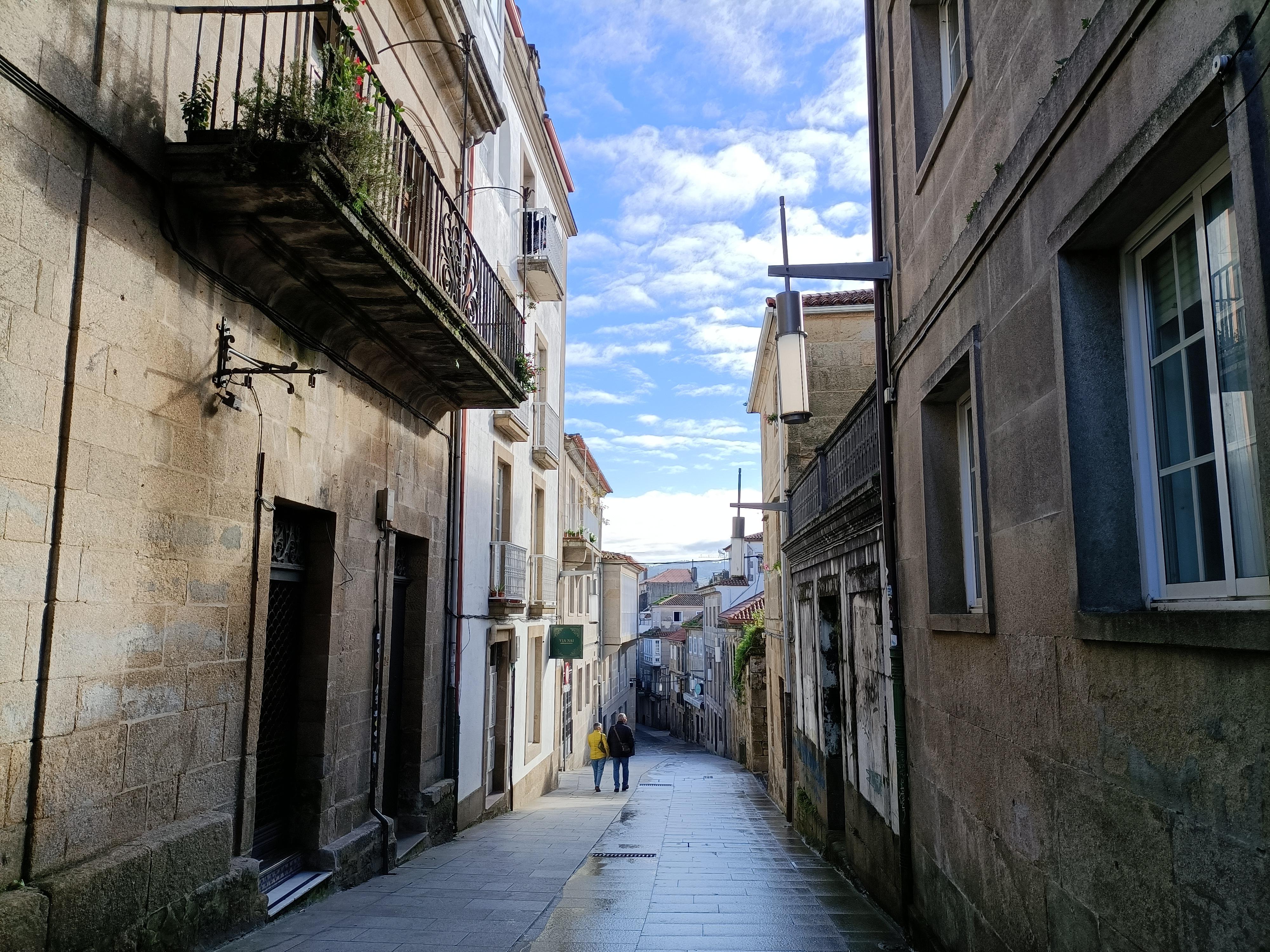
Tramo alto de la calle Isabel II
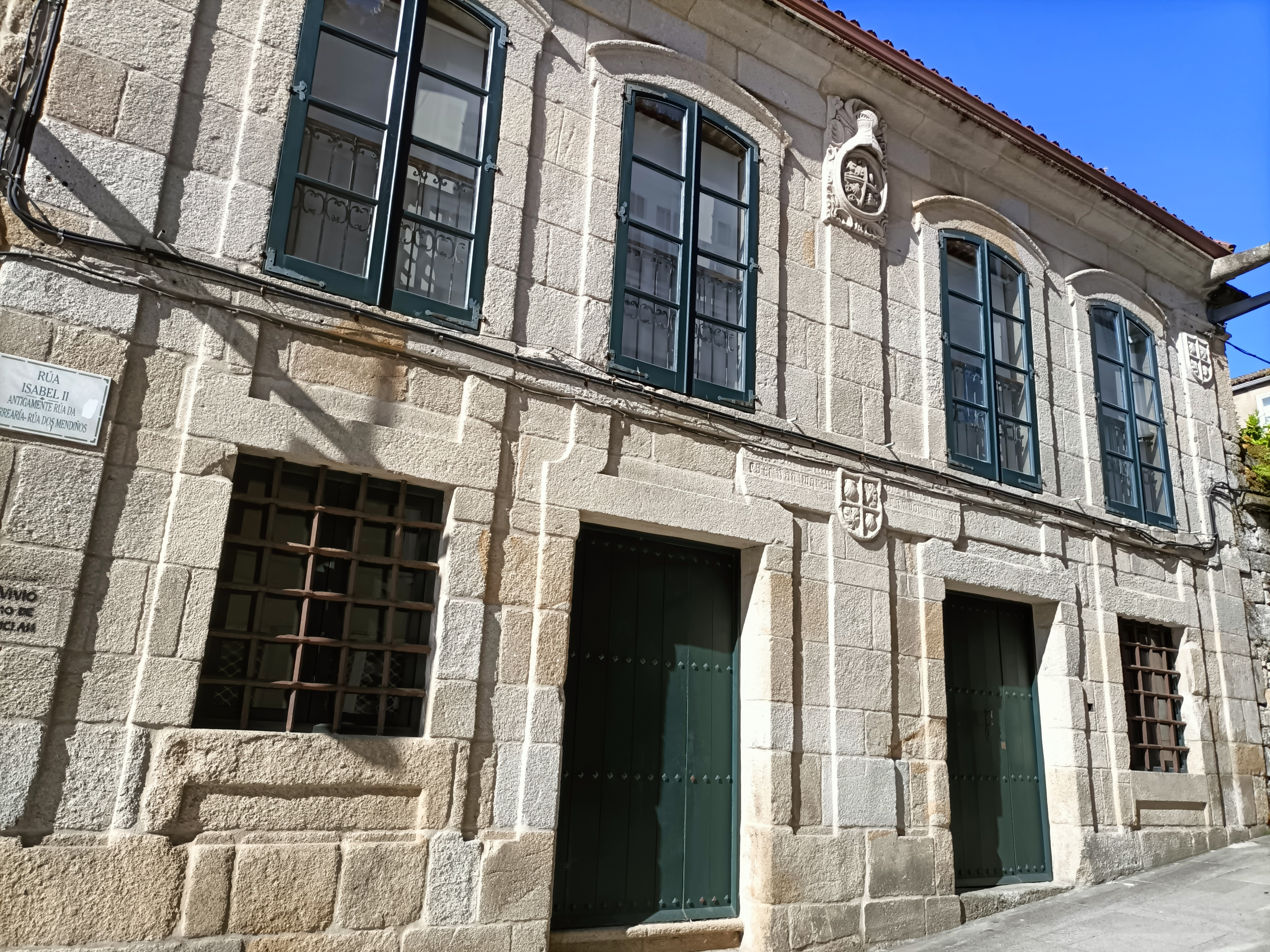
Pazo barroco del número 27
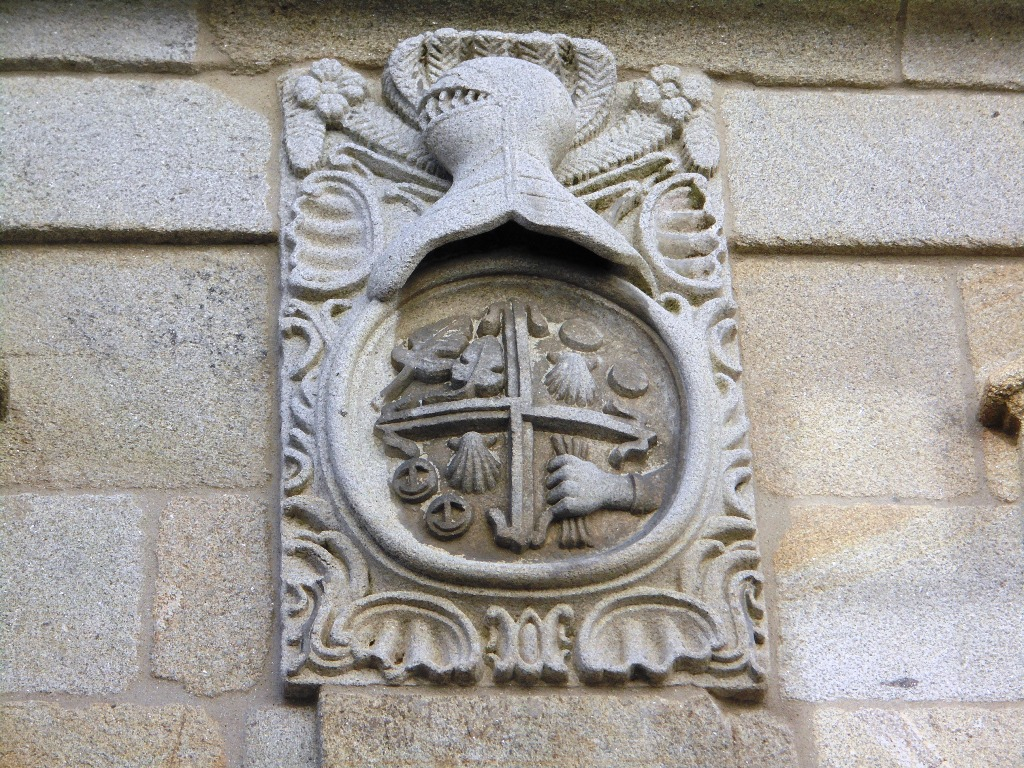
Escudo de armas del pazo del número 27
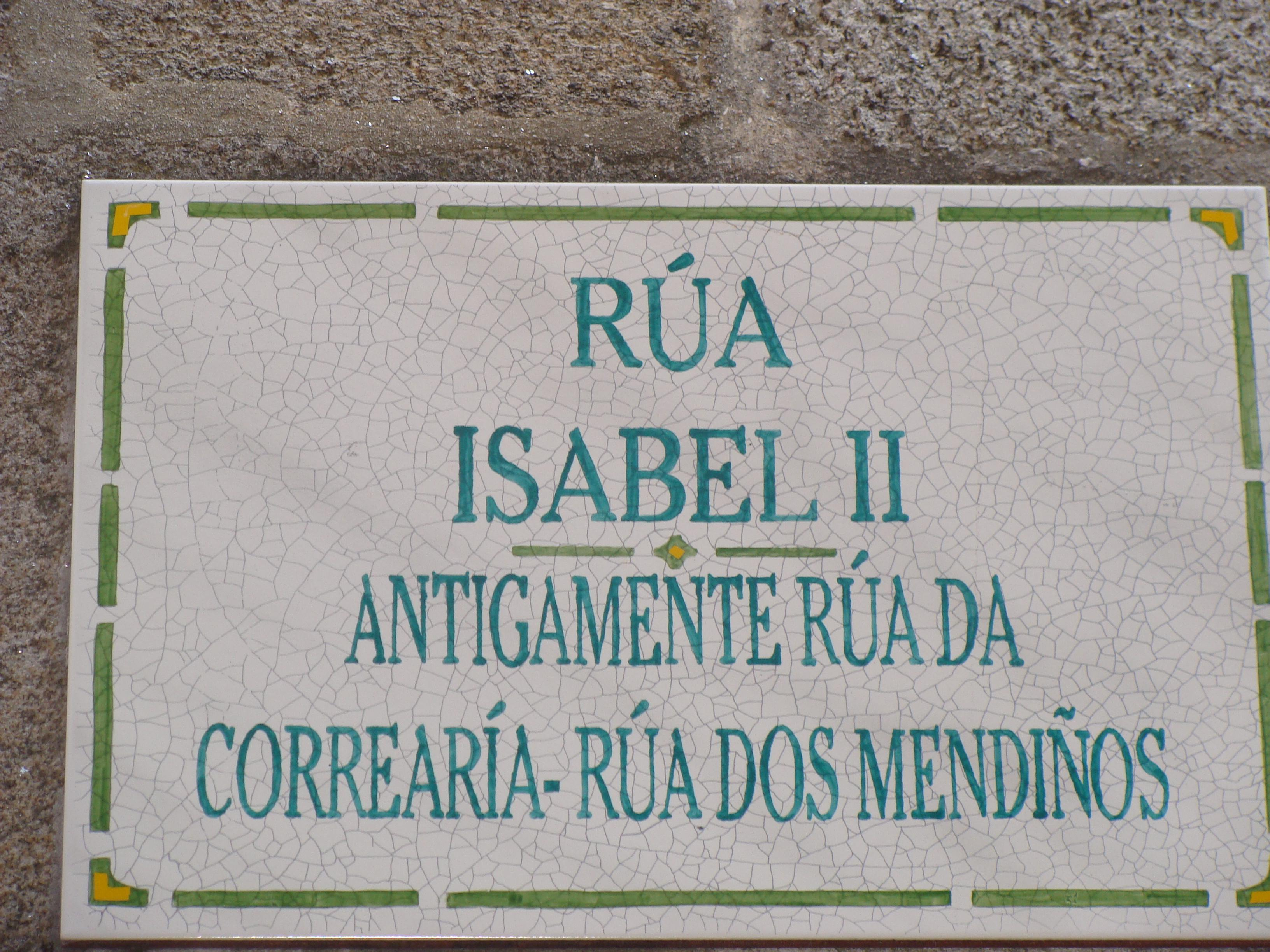
Placa de la calle con sus antiguos nombres
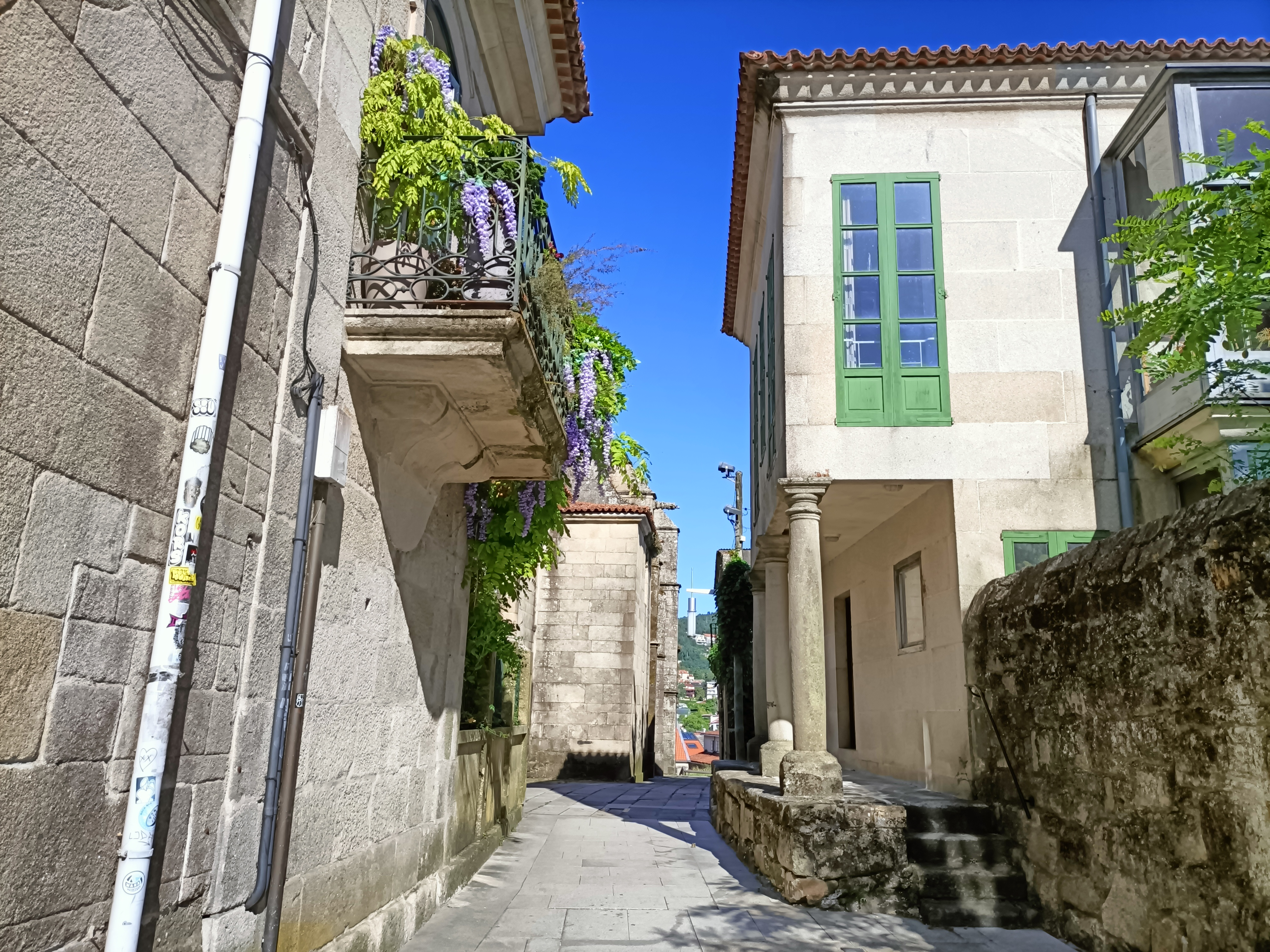
Parte alta de la calle
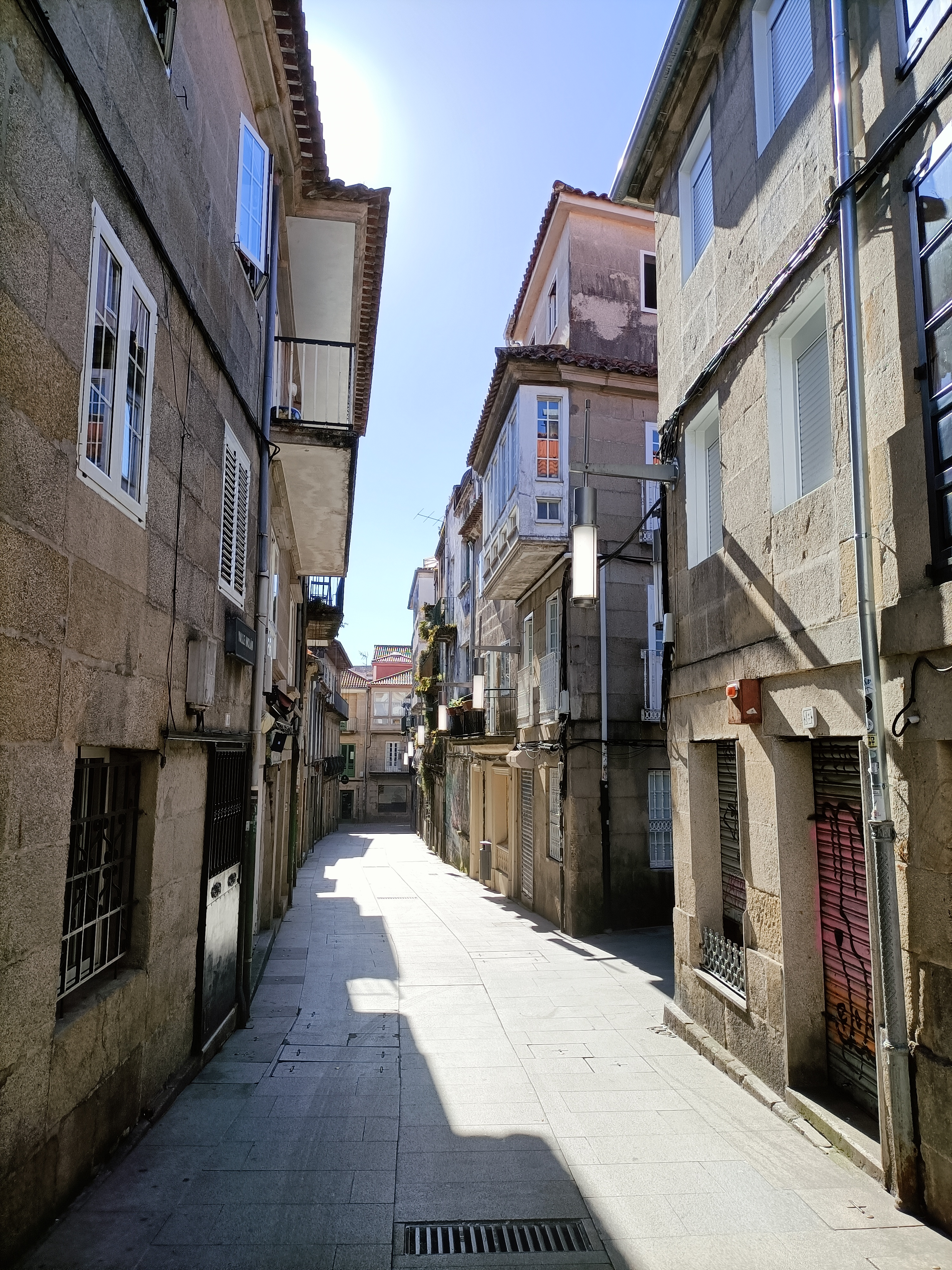
Mitad este de la calle
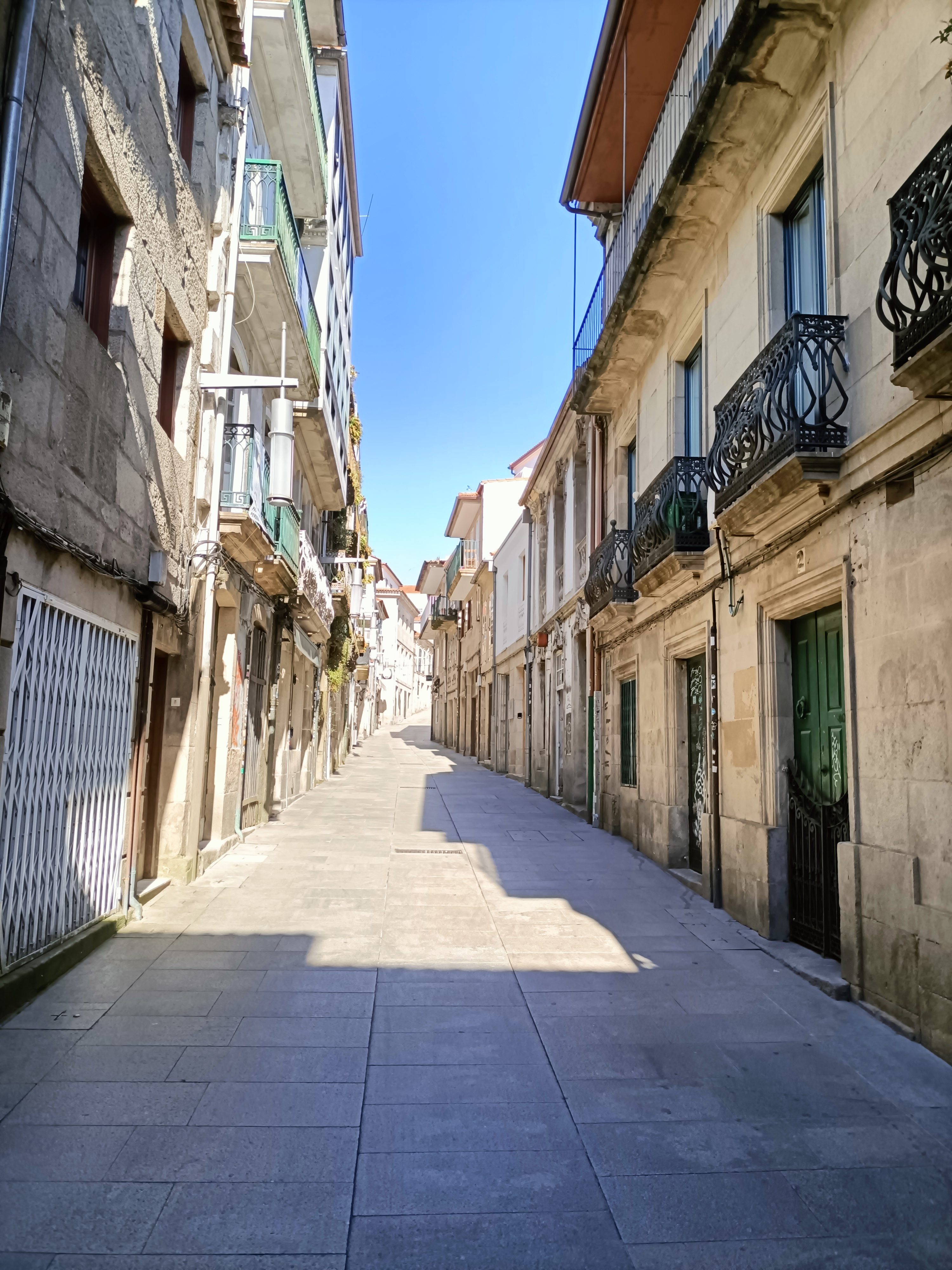
Este de la calle en el cruce con la calle Real
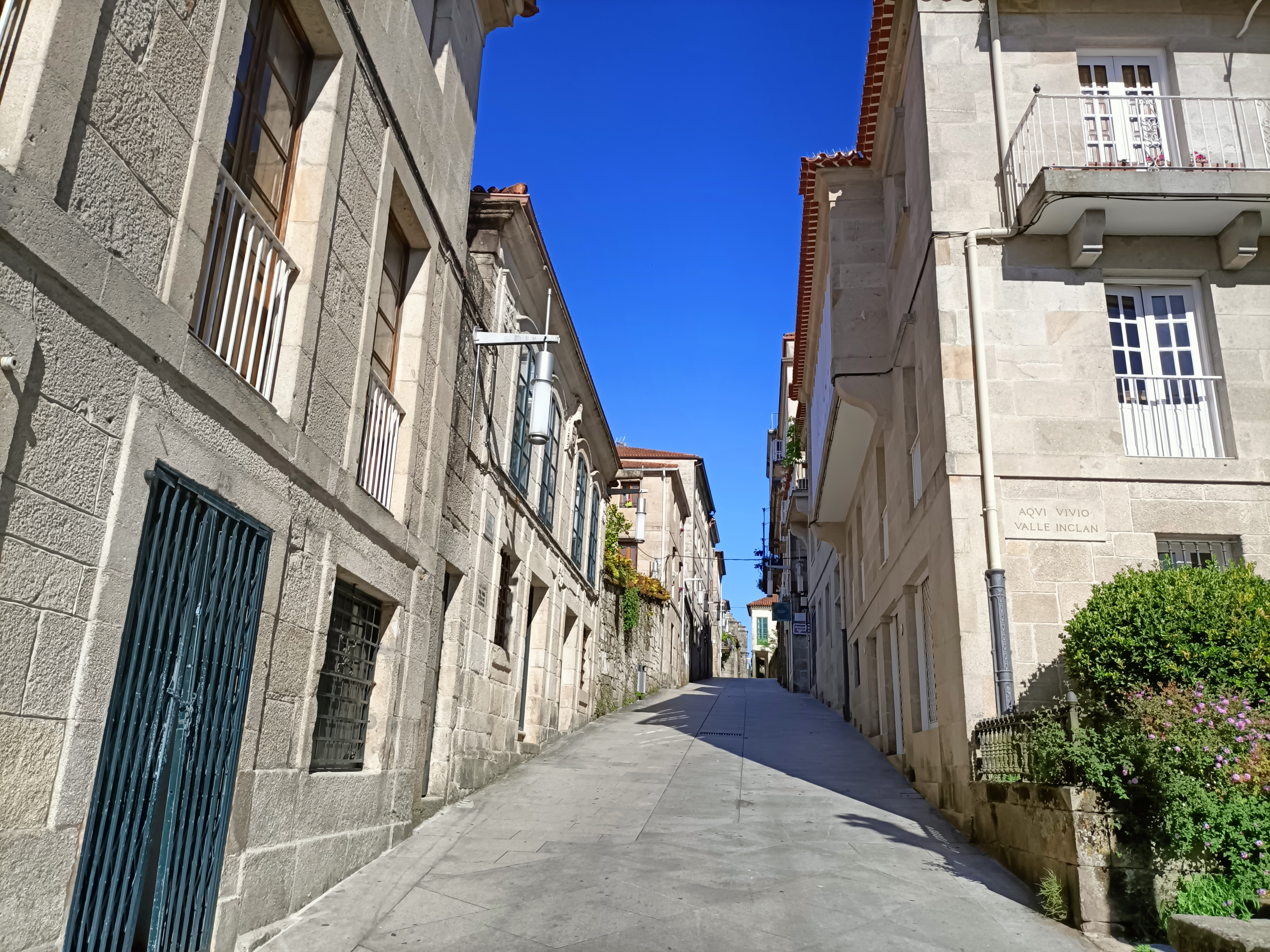
Mitad oeste de la calle
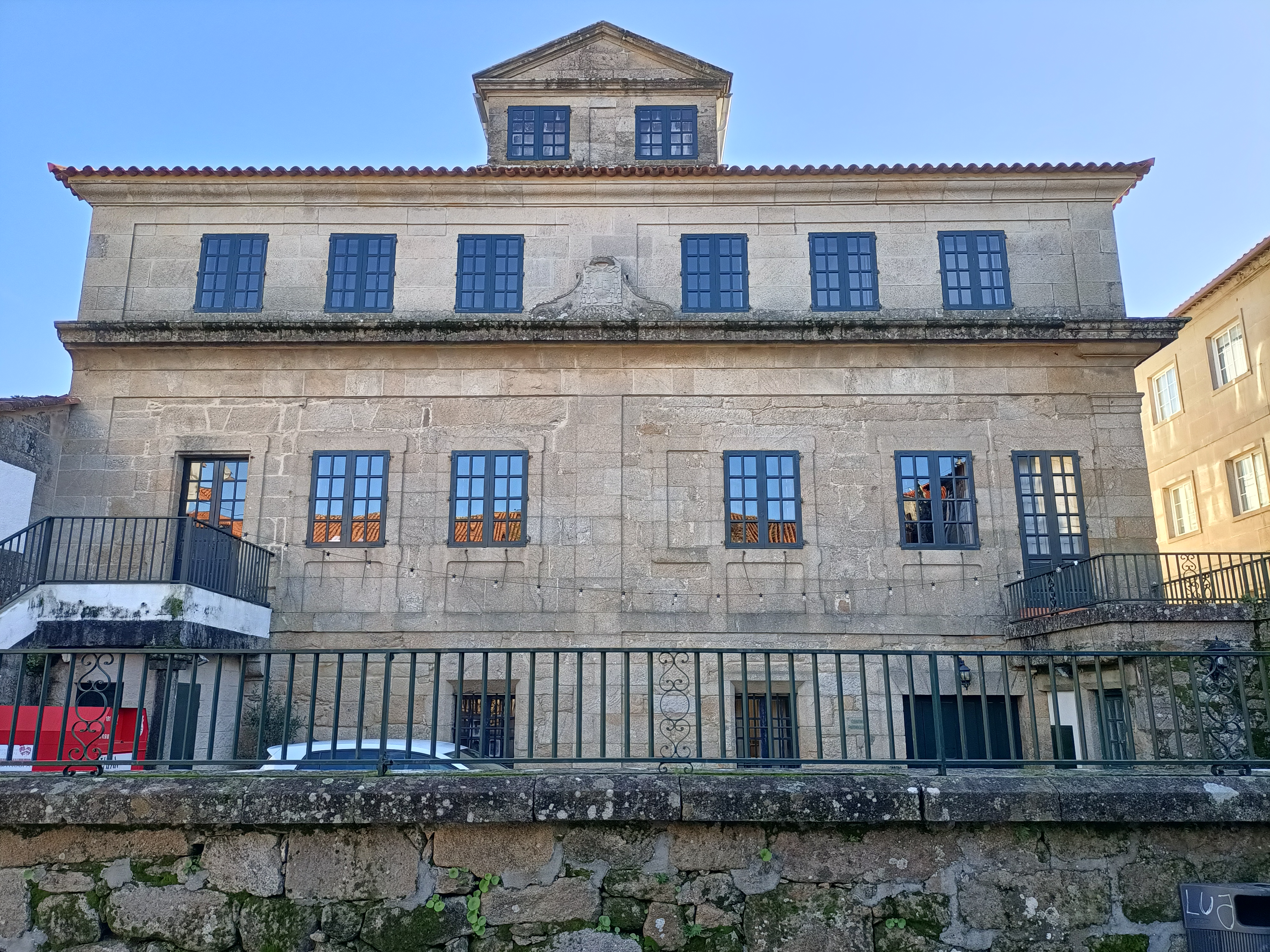
Pazo barroco en la esquina con la calle San Martiño
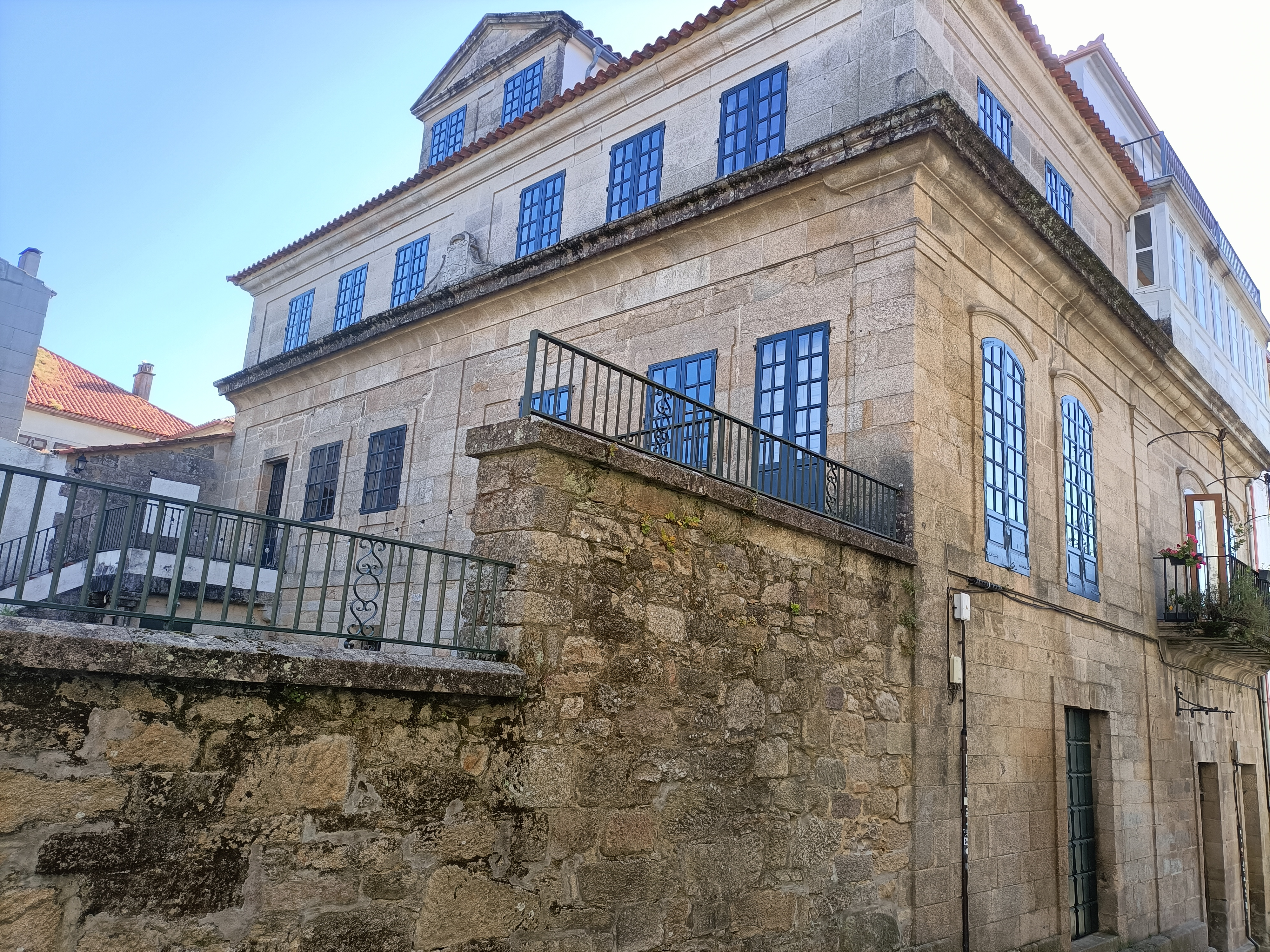
Pazo barroco del número 24, fachada lateral
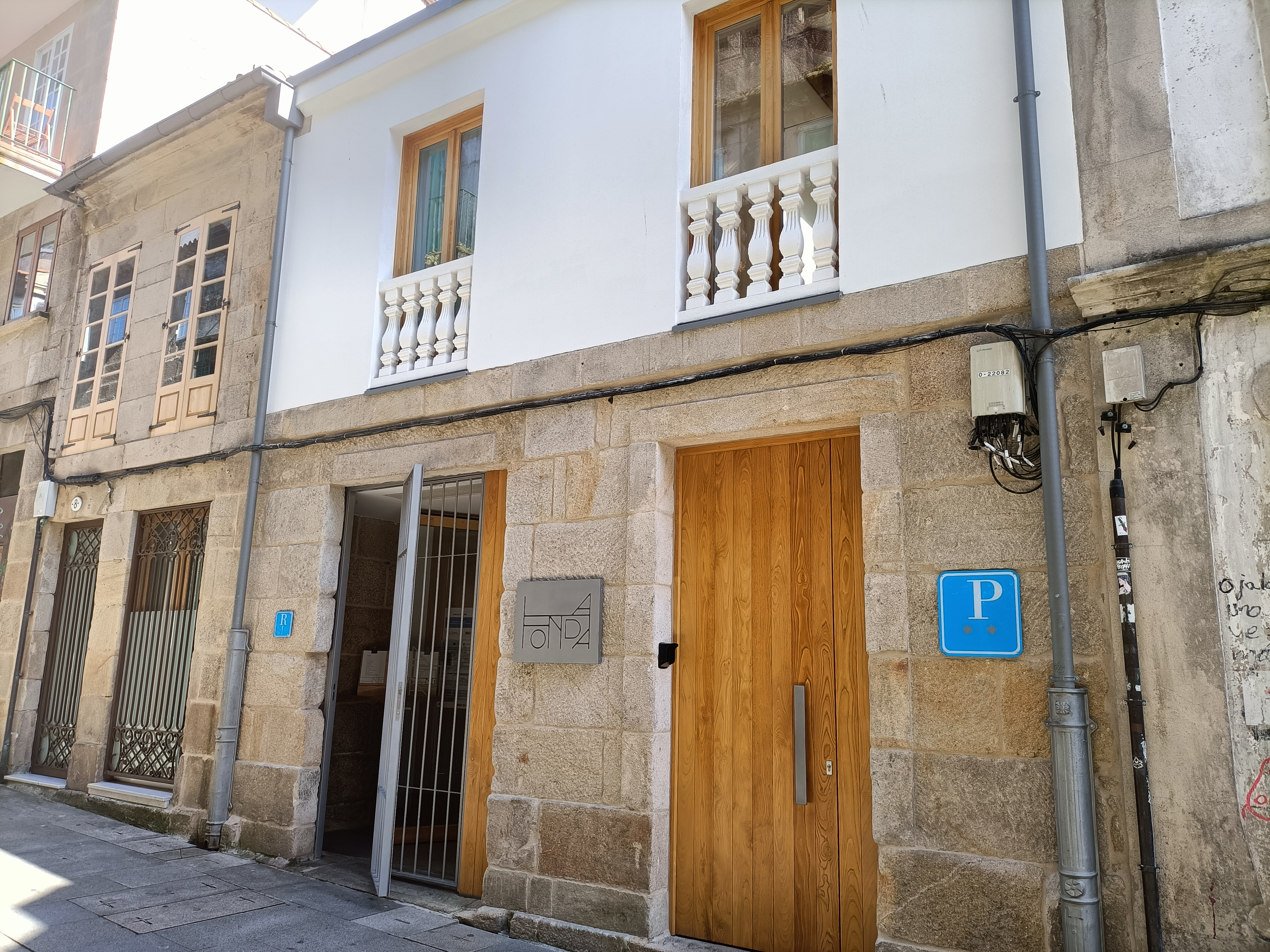
Establecimiento hotelero en el número 6 de la calle
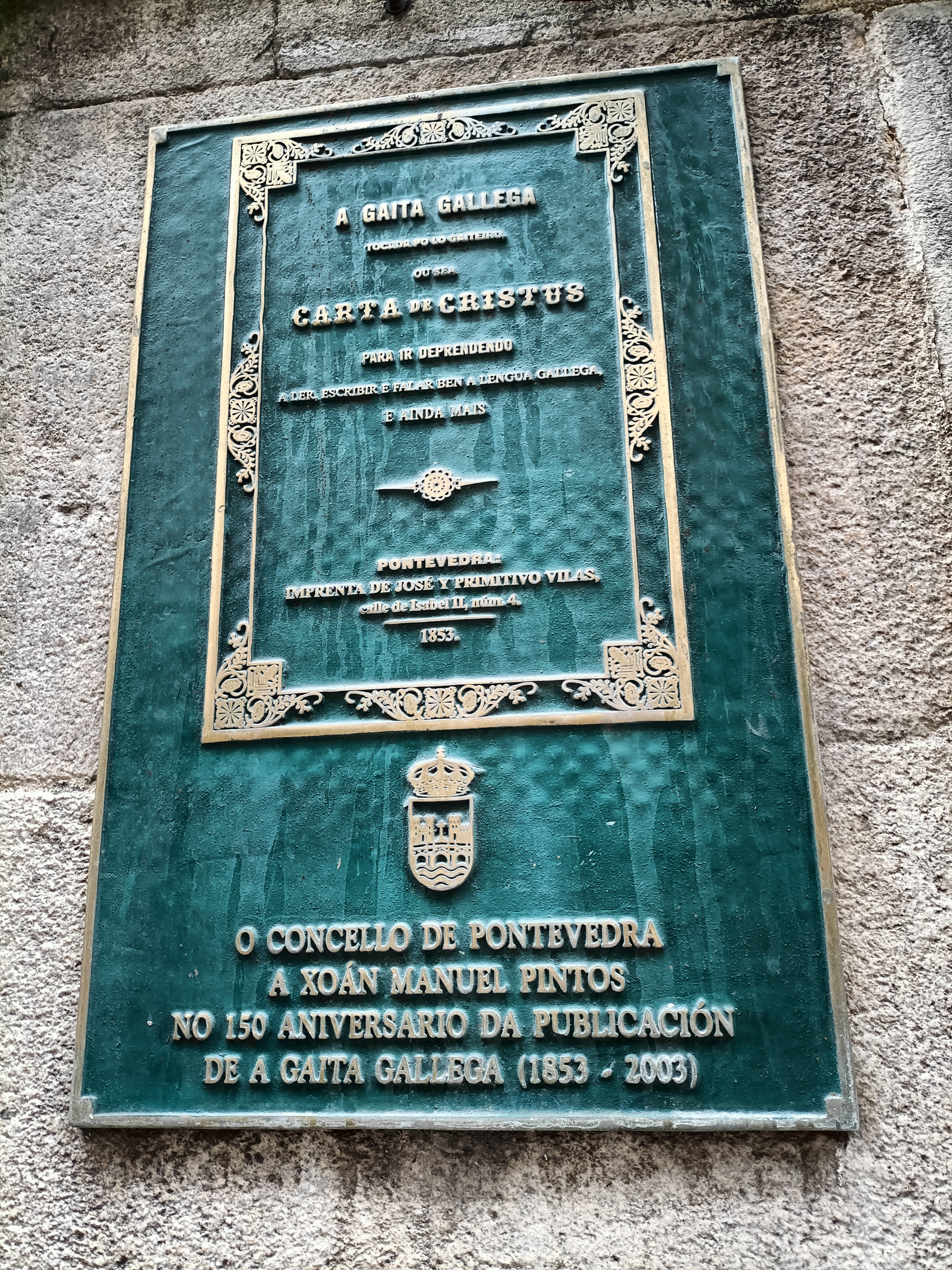
Placa conmemorativa del libro A Gaita Gallega publicado en el número 4 de la calle